# バイオハザード レクイエム
『バイオハザード レクイエム』 （BIOHAZARD requiem）は、カプコンより2026年2月27日に発売予定のゲームソフト。バイオハザードシリーズ本編としては11作目にあたる。

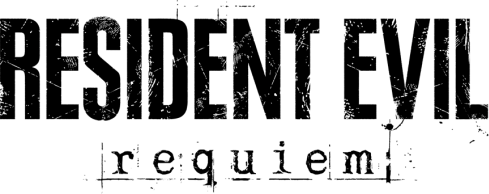
海外版のロゴ。

ナンバリングシリーズにおいて『バイオハザード9』に相当する。キャッチコピーは「息詰まる緊張感と震い慄く恐怖、そして死を打ち倒す爽快感」。

## 開発
2024年7月2日に配信されたカプコン公式番組『CAPCOM NEXT - Summer 2024』にて、新作のバイオハザードを製作していると発表。その後、2025年6月7日に開催されたイベント「Summer Game Fest 2025」にて正式公開となった。

## 登場人物
グレース・アッシュクロフト
FBIの捜査官。『バイオハザード アウトブレイク』に登場した新聞記者アリッサ・アッシュクロフトの娘。本作の8年前に母と死別している。